# Melling
Melling is een civil parish in het bestuurlijke gebied Sefton, in het Engelse graafschap Merseyside met 3493 inwoners.